# Guerau VI de Cervelló
Guerau VI de Cervelló (? - Mallorca, 1230) va ser un cavaller català del llinatge dels Cervelló. Era fill de Guillem I de Cervelló i d'Elvira d'Artusela, filla de Ximeno d'Artusela. Morí molt jove, deixant com a hereva la seva filla Felipa. Participà en la Croada contra Al-Mayûrqa en la Host de Guillem II de Bearn i Montcada conjuntament amb el seu oncle Ramon Alemany de Cervelló i de Querol. Ambdós moriren durant la campanya l'any 1230 víctimes de la Pesta que s'escampà per tota l'illa fruit de la podridura dels cossos dels musulmans morts i no enterrats. Fou Baró de Cervelló, el castell de la Roqueta, el castell de Miralles, Aguiló, Gelida, Vilademàger, el Castell de Ferran i La Granada.